# Хао Боцунь
Хао Боцунь (кит. трад. 郝柏村, пиньинь Hǎo Bǎicūn; 13 июля 1919, Яньчэн, Цзянсу, Китай — 30 марта 2020, Тайбэй) — тайваньский военный и политический деятель, председатель Исполнительного юаня (1990—1993), член партии Гоминьдан.

## Биография
Хао Боцунь родился в 1919 году в городе Яньчэн провинции Цзянсу. Перед началом Второй мировой войны он поступил в Китайскую военную академию в тогдашней столице Нанкин. В стране в это время уже начиналась война с Японией, позже которая переросла в мировую войну. По окончании этой войны в Китае началась Гражданская война. Хао сражался в армии гоминдановцев и ушёл с основными силами на остров Тайвань.
По окончании войны продолжил военное образование в США. Затем продолжил службу в тайваньской армии. Долгое время вёл службу на архипелаге Цзиньмэнь, рядом с материковым Китаем. Везде проявил себя умелым и грамотным руководителем. Генерал с 1975 года, с 1981 года по 1989 год возглавлял Генеральный штаб Китайской Республики (Тайвань). Являлся заместителем Председателя партии Гоминьдан. В 1989 году Хао вошёл в правительство Ли Хуаня как министр национальной обороны. Однако через год глава правительства ушёл в отставку из-за постоянных разногласий с президентом Ли Дэнхуэем. Президент страны назначил на пост главы правительства престарелого генерала Хао Боцуня. Он занимал этот пост до 1993 года, когда по старости ушёл в отставку.
Однако в его бытность на посту премьера была проведена избирательная реформа, которая вдохнула новые силы в экономику островного государства.

## Семья
Хао Боуцунь имел пятерых детей. Три дочери и два сына, среди его сыновей Хао Лунбинь политический деятель Китайской Республики, мэр Тайбэя в 2006—2014.
В сентябре 2018 года Хао Боуцунь стал вдовцом. У него скончалась супруга. Скончался 30 марта 2020 года на 101 году жизни.

## Факты
- Входит в число двадцати ранее действующих руководителей глав государств и правительств мира, проживших более ста лет.
- Хао Боцунь был приглашён в материковый Китай на празднования 60-летия Победы во II мировой войне, однако по состоянию здоровья не смог посетить родину[7].